# Erik Rosenstam
Erik Rosenstam, före 1743 Wellstadius, född 12 november 1686, död 11 november 1754, var en svensk jurist och lagman.
Erik Rosenstam blev advokatfiskal 1728, assessor i Svea hovrätt 1734 och var lagman i Upplands och Stockholms läns lagsaga 1740–1753 samt vice landshövding Uppsala län 1742. Han adlades 1743 och blev riddare av Nordstjärneorden 1751.
Rosenstam ägde godsen Edesta i Vårdinge socken, Lindenäs i Motala socken, Duveholm i Stora Malms socken och Värhulta i Västermo socken